# Laurin & Klement EN
Der Laurin & Klement EN mit der Bezeichnung 30/35 HP oder 35/40 HP war der vergrößerte Nachfolger des Typs E. Der PKW kam 1909 heraus, und zwar als Doppelphaeton (offener 4-Sitzer), Landaulet oder Pullman-Limousine.
Der wassergekühlte, seitengesteuerte Vierzylinder-Viertakt-Motor mit T-Kopf hatte einen Hubraum von 5703 cm³ (Bohrung 110 mm; Hub 150 mm) und eine Leistung von 50 PS (37 kW). Er beschleunigte das Fahrzeug bis auf 85 km/h. Über das separate Getriebe und eine Kardanwelle wurde die Antriebskraft an die Hinterräder weitergeleitet. Der Rahmen des Wagens bestand aus genieteten Stahl-U-Profilen.

## Quelle
- Fahrzeughistorie von Skoda.de
- Legenden von Skoda.de